# Jeff Lamp
Jeffrey Alan Lamp, detto Jeff (Minneapolis, 9 marzo 1959), è un ex cestista statunitense, professionista nella NBA, in Italia e in Spagna.

## Carriera
Venne selezionato dai Portland Trail Blazers al primo giro del Draft NBA 1981 (15ª scelta assoluta).

## Palmarès
- McDonald's All-American Game (1977)
- Campione NIT (1980)
- NCAA AP All-America Third Team (1981)